# 2-butoxyethanol
2-butoxyethanol, ook bekend als ethyleenglycol(mono)butylether (EGBE) of glycolmonobutylether, is een heldere kleurloze vloeistof die vooral gebruikt wordt als oplosmiddel. Het is een butyl-ether van etheenglycol, en het is de meest gebruikte onder de glycolethers.

## Vorming
2-butoxyethanol wordt gevormd in de additiereactie van ethyleenoxide en 1-butanol in aanwezigheid van een geschikte katalysator. De reactie levert een mengsel op van mono-, di- en tri-ethyleenglycolmonobutylether. Deze worden van elkaar gescheiden door bijvoorbeeld vacuümdestillatie.
De productie van 2-butoxyethanol in de Europese Unie was ongeveer 161.000 ton in het jaar 2003.

## Toepassingen
2-butoxyethanol wordt voornamelijk gebruikt als oplosmiddel in vinyl- en acrylverven, inkten, lakken, vernissen of pesticiden. Verder komt het voor in veel schoonmaakmiddelen, ontvetters, roestverwijderaars e.d., zowel industriële als huishoudelijke. Het is ook in enkele gewichtsprocenten aanwezig als oplosmiddel in sommige cosmetica, onder meer haarkleurmiddelen. Een gedeelte wordt gebruikt als intermediair product bij de synthese van andere stoffen, onder meer 2-butoxyethylacetaat.

## Toxicologie en veiligheid
2-butoxyethanol kan explosieve peroxiden vormen. Daarom wordt er een kleine hoeveelheid stabilisator aan toegevoegd (butylhydroxytolueen).
De bevolking kan aan de stof worden blootgesteld door inademing van vrijkomende dampen of door huidcontact met commerciële producten die de stof bevatten. De stof is irriterend voor de ogen, de huid en de luchtwegen. Ze kan effecten hebben op het centraal zenuwstelsel, het bloed, de nieren en de lever.
De Amerikaanse EPA beschouwt de stof als mogelijk kankerverwekkend. In proeven op ratten en muizen is de stof in zekere mate kankerverwekkend gebleken, maar bij mensen zijn er geen gegevens beschikbaar. Het is ook niet duidelijk of de resultaten uit de dierproeven relevant zijn voor de mens. In de Europese Unie is de stof niet ingedeeld als kankerverwekkend, en de IARC heeft de stof ingedeeld in de categorie 3 (geen indeling mogelijk wegens onvoldoende en inadequaat bewijs). 2-Butoxyethanol is ook weinig of niet genotoxisch of teratogeen (giftig voor de voortplanting), in tegenstelling tot de verwante glycolethers 2-methoxyethanol en 2-ethoxyethanol die wel giftig voor de voortplanting zijn.